# 李因篤
李因篤（1631年—1692年），字子德，一字孔德，號天生，陝西富平薛鎮韓家村人，明末清初学者、诗人。

## 生平
李因篤生於明崇禎四年（1631年），三歲喪父，不久李自成率軍占領關中，随寡母田氏投外祖父就讀。自幼博聞強記，遍讀經史，人稱神童。早年拒不出仕，自稱中南山人。曾參加扛清活動，當整個國家陷入亂世時，李因篤決定前往塞上尋找勇士，希望能夠召集志同道合的人一起消滅賊寇，為國家報效。然而，他的號召沒有得到任何人的回應。李因篤長期寄居陳上年家擔任塾師，“其投契之深，有同骨肉”。康熙二年，顾炎武与李因笃在山西代州结識。康熙五年，屈大均亦寄居陈上年家中，由李因篤撮合，娶王壮献之女为妻室。康熙六年（1667年）九月，陳上年離職而去，李因篤攜家歸秦。精通《十三經註疏》，長律得杜甫家法，曹秋岳嘆曰：“數百年無此作矣。”著《诗说》，顾炎武称：“毛，郑有嗣音矣。”康熙七年（1668年），顧炎武因萊州黃培詩案入獄，得李因篤等營救出獄。康熙九年（1670年），李因笃东出潼关，走河南、再下扬州，南游湘、鄂、楚等地，结交各地学者。康熙十八年（1679年），由内阁学士李天馥推薦博學鴻詞，列一等。授檢討，以母老辭退。地方官吏奉旨催促，因笃不从，以死抗拒，后在母亲的规劝下，秋季入京。奉命编修《明史》。因受到顧炎武的批評，再度辭歸。與周至縣李二曲、眉縣李柏合稱“關中三李”，“生平與李二曲交最密，天生宗朱子，二曲講良知。”晚年抱病臥床，助王鴻緒修改《明史稿》。康熙三十一年（1692年）壬申十一月二十二日卒，年六十二。著有《受祺堂詩集》。其先世為鹽商，父李映林“以文補邑諸生”，為明末馮從吾門生。

## 品德
彼於上書中曰：“吾年少時學習，成年後行為端正，此乃為臣子所當具備之品德也；辭去榮華富貴而乞求安養，則為子孫之苦心所在。”他表達了自己對母親的孝順和照顧之情。他感謝皇上的敕令，但因為母親的年老和病痛，他不得不辭去職位。儘管國家重視教育和教導孝道，他仍然選擇了孝養年老的母親。他的上書中提到了一些推薦他的人，如內閣學士項景襄、李天馥，以及大理寺少卿張雲翼等。儘管有人推薦他，他卻因為母親的狀況而無法接受這些職位。他表達了自己無法背離母親的愛和照顧，無法接受生養他的母親淚流滿面，因此對仕途視若無睹。